# Fritt Ord
Fritt Ord („Svobodné slovo“) je norská privátní nadace, zaměřená na podporu nezávislosti médií.
Organizace byla založena 7. června 1974 v Oslu. Její zrod inicioval politik a právník Jens Christian Hauge a finance do projektu vložila síť novinových stánků Narvesen. Nadace byla pojmenována podle liberálního časopisu Fritt Ord, který vycházel v letech 1931 až 1940. V roce 2001 nadace prodala svůj podíl ve firmě Narvesen.
Za svůj cíl označila nadace Fritt Ord „chránit svobodu projevu, podněcovat živou diskusi a odvážné vyjadřování názorů“. Ze svých finančních prostředků poskytuje stipendia studentům žurnalistiky a výzkumné granty, přispívá na vydávání knih a pořádání odborných konferencí. Podílí se rovněž na vydávání deníku Morgenbladet a elektronické encyklopedie Store Norske Leksikon. Založila literární instituci Litteraturhus a v letech 2009 až 2021 provozovala v Londýně mediální centrum Free Word Centre. Uděluje také výroční cenu norským i zahraničním osobnostem, které se zasadily o svobodu projevu. Předsedkyní představenstva je socioložka Grete Brochmannová.
V roce 2013 vypukla aféra, když mnozí norští politici nadaci kritizovali za finanční podporu antiislamistického bloggera Fjordmana.